# Pseudomma marumoi
Pseudomma marumoi är en kräftdjursart som beskrevs av Murano 1974. Pseudomma marumoi ingår i släktet Pseudomma och familjen Mysidae. Inga underarter finns listade i Catalogue of Life.